# Vinko Brnada
Vinko Brnada (1. lipnja 1946. – Nova Bila, 7. prosinca 2020.), bosanskohercegovački pjevač. Bio je izvođač sevdalinki.

## Životopis
Prva pjesma koju je snimio bila je Nećemo pitat’ za prošlost iz 1976. godine. 
Živio je u Bugojnu. Preminuo je 7. prosinca 2020. od posljedica zaraze virusom SARS-CoV-2.

## Albumi
(popis nepotpun)
- Zvezdo sjajna, pozdravi mi dragu (1982.)
- Vinko Brnada uz ansambl Dragana Stojkovića Bosanca (1985.)
- Volim život, volim piće (1989.)[2]
- Pitao sam mnoge (2008.)[3]
- Viza (2009.)[4]

## Vanjske poveznice
- Vinko Brnada na discogs.com